# Cabo Broms
El cabo Broms es una cabo que marca la entrada sur a la bahía Röhss, en la costa oeste de la isla James Ross, en el grupo de la isla James Ross, Antártida.

## Historia y toponimia
Fue descubierto en octubre de 1903 por la Expedición Antártica Sueca, al mando de Otto Nordenskjöld. Fue denominado en honor al cónsul C. E. Broms, de Estocolmo, uno de los patrocinadores de la expedición.

## Reclamaciones territoriales
Argentina incluye a la isla James Ross en el departamento Antártida Argentina dentro de la provincia de Tierra del Fuego, Antártida e Islas del Atlántico Sur; para Chile forma parte de la comuna Antártica de la provincia Antártica Chilena dentro de la Región de Magallanes y de la Antártica Chilena; y para el Reino Unido integra el Territorio Antártico Británico. Las tres reclamaciones están sujetas a las disposiciones del Tratado Antártico.
Nomenclatura de los países reclamantes: 
- Argentina: cabo Broms[5][6]
- Chile: cabo Broms[7]
- Reino Unido: Cape Broms[3]